# Okřínek
Okřínek är en ort i Tjeckien.   Den ligger i regionen Mellersta Böhmen, i den centrala delen av landet, 60 km öster om huvudstaden Prag. Okřínek ligger 190 meter över havet och antalet invånare är 143.
Terrängen runt Okřínek är platt.Runt Okřínek är det ganska glesbefolkat, med 45 invånare per kvadratkilometer. Närmaste större samhälle är Kolín, 15,1 km söder om Okřínek. Trakten runt Okřínek består till största delen av jordbruksmark.